# Cásate conmigo, mi amor
Cásate conmigo, mi amor es una serie de comedia de la televisión mexicana creada en 2013 por la productora Carmen Armendáriz y empezó a transmitirse desde el 28 de julio de 2013 hasta el 1 de septiembre de 2013.
Protagonizada por Galilea Montijo y coprotagonizada por Alfonso Dosal, Arath de la Torre y Jorge Poza. Cuenta con las actuaciones estelares de Danny Perea, Karina Gidi, Sophie Alexander, África Zavala y la de los primeros actores Alejandro Camacho y Ana Bertha Espin. Además cuenta de la participación especial de Alejandro Ávila.
La serie cuenta con 18 episodios y una temporada.

## Sinopsis
Cuenta la historia de Valeria Mejía (Galilea Montijo), una reconocida chef y hermosa mujer que huye del altar y no logra entender por qué su miedo al compromiso. Al principio, tenía que casarse con Héctor (Alejandro Ávila) pero debido a este problema, lo abandona. Durante el desarrollo de la historia conocerá diferentes tipos de hombre, de los cuales, tomará la decisión de seguir soltera o pasar a la siguiente etapa el matrimonio.
Por otro lado, Alonso (Alfonso Dosal) es el mejor amigo de Valeria y está enamorada de ella pero teme arruinar la amistad que hay entre los dos, fuera de que, tiene por novia a Renata (África Zavala), una mujer caprichosa, fiestera y algo tonta.
La trama involucra a personajes con problemas en el amor. Uno de ellos es Bárbara (Sophie Alexander), una de las mejores amigas de Valeria, Bárbara cree no ser lo suficientemente atractiva para tener un novio a pesar de que es muy guapa.
Emilio (Paul Stanley), el hermano de Valeria, es muy inmaduro y tímido para establecer una relación con alguna mujer. David (Alejandro Camacho) y Marissa (Ana Bertha Espin) son los padres de Valeria y Emilio, que aunque están divorciados, aún se aman pero en secreto.
También, aparecen otros personajes importantes como Paloma (Danny Perea), compañera de trabajo y amiga de Valeria la cual, conoce el sentimiento de Alonso sobre Valeria. Gerardo (Pablo Valentin) y Amaya (Mariana Treviño), el único matrimonio vigente, son amigos de Valeria y Emilio; y Carmen (Azela Robinson), la psicóloga de Valeria la cual, anda persiguiendo hombres y tiene evidentes desórdenes psicológicos.
Pese a todo esto, Valeria conoce a Sebastián (Jorge Poza), un fotógrafo que se enamoró de ella en el mismo día de su boda; y a Marcelo (Arath de la Torre), un actor de telenovelas que también se enamora de ella. Y tendrá que decidir entre ser soltera de por vida o, establecer una relación con alguien, ya sea con Marcelo o Sebastián aunque desconoce el sentimiento de su amigo Alonso.

## Elenco
- Galilea Montijo - Valeria Mejia
- Arath de la Torre - Marcelo Tablas
- Jorge Poza - Sebastián
- Alfonso Dosal - Alonso
- Paul Stanley - Emilio Mejía
- Alejandro Camacho - David Mejía
- Ana Bertha Espin - Marissa
- Danny Perea - Paloma
- Pablo Valentin - Gerardo
- Mariana Treviño - Amaya
- Sophie Alexander - Bárbara
- Azela Robinson - Carmen
- África Zavala - Renata
- Jade Fraser - Anita
- Karina Gidi
- Rafael Inclan
- Mónica Huarte

## Participaciones Especiales
- Mariana Seoane - Cristina Muñoz, la exnovia de Marcelo.
- Alex Sirvent - Luis Javier
- Flavio Medina - Franco
- Alejandro Ávila - Héctor
- Olivia Bucio - Madre de Héctor
- Esmeralda Pimentel - Bea
- Roberto D'Amico
- Lenny Zundel
- Luis Manuel Ávila - Pepe
- Zully Keith
- Gloria Izaguirre

## Premios y nominaciones

### Premios TVyNovelas
| Año  | Categoría                   | Programa               | Resultado |
| ---- | --------------------------- | ---------------------- | --------- |
| 2014 | Mejor serie hecha en México | Cásate conmigo mi amor | Nominada  |

- Datos: Q21403406